# Aphyonus bolini
Aphyonus bolini är en fiskart som beskrevs av Nielsen, 1974. Aphyonus bolini ingår i släktet Aphyonus och familjen Aphyonidae. Inga underarter finns listade i Catalogue of Life.